# Паулі-Віссова

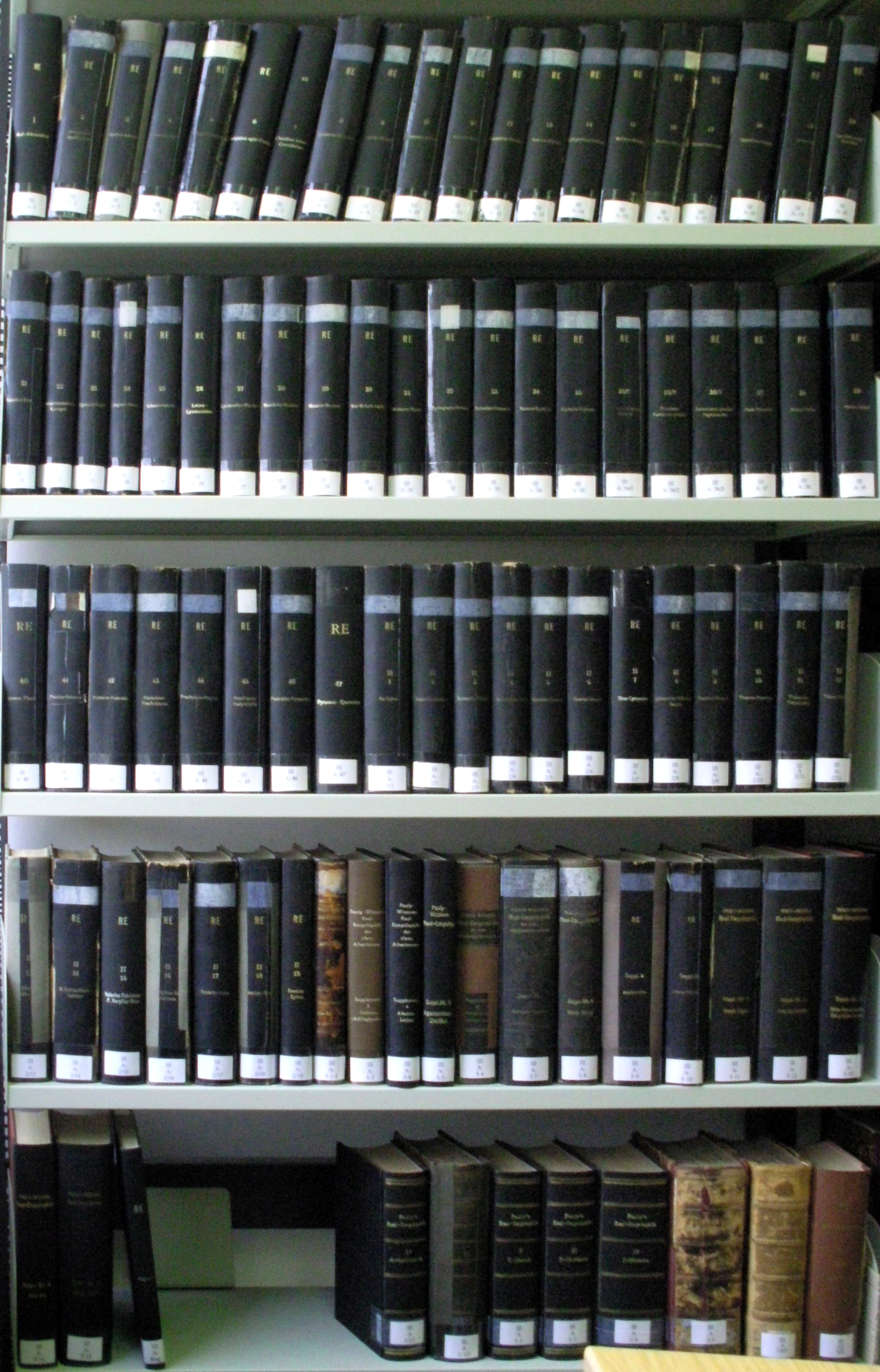
Реальна енциклопедія (RE, 1893—1980) займає цілу книжкову шафу в бібліотеці Геттінгенського університету. Справа внизу — вісім томів першого видання (1837—1864).

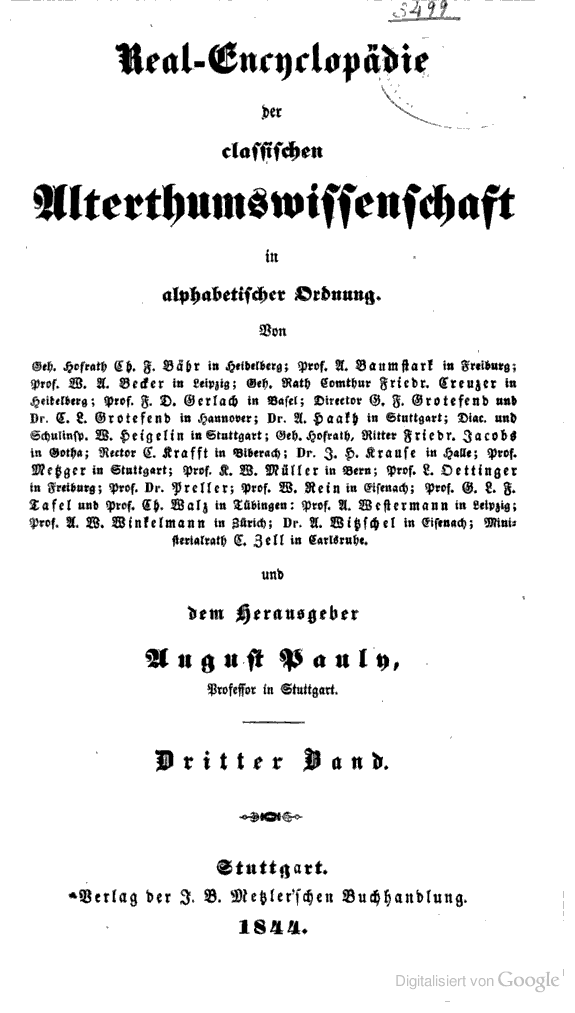

Paulys Realencyclopädie der classischen Altertumswissenschaft, (укр. Реальна енциклопедія класичної старовини), частіше називається Pauly-Wissowa (укр. Паулі-Віссова) або просто RE — німецька енциклопедія класичної античності. Разом зі своїми додатками включає понад 100 томів.

## Перше видання
Перший том був виданий Августом Паулі в 1839 році. Паулі помер у 1845 році, його робота залишилася незакінченою, і Крістіан Вальтц і Вільгельм Тоффель завершили її в 1852 році. Перше видання енциклопедії містило шість томів. Друге видання, що готувалось у 1861—1866 роках, так ніколи і не було випущено.
У 1890 році Георг Віссова почав нове видання. Планувалося, що воно буде закінчено протягом десяти років, однак останній із 83 томів вийшов в 1978 році, а том зі змістом — в 1980. Кожна стаття була написана визнаним фахівцем у своїй галузі, але, що не дивно для роботи, що виходила протягом життя трьох поколінь, багато положень ранніх статей застарівали до моменту виходу пізніших томів. Багато статей в енциклопедії були написані Фрідріхом Мюнцером.
Ціна і розмір Паулі-Віссова були дуже значні, і в 1964—1975 роках Видавництво Метцлер випустило скорочене видання в п'яти томах (Der Kleine Pauly, укр. Малий Паулі).

## Нова версія
Оновлена версія під назвою Der Neue Pauly (укр. Новий Паулі), що містить 18 томів (з яких тільки 15 були плановими) і зміст, виходила з 1996 по 2003 роки. З 2004 року з'являються додаткові томи (заплановано 7). Англійська версія,  Brill's New Pauly: Encyclopaedia of the Ancient World, була опублікована в 2006 році.